# (34571) 2000 SA308
2000 SA308 (asteroide 34571) é um asteroide da cintura principal. Possui uma excentricidade de 0.15412360 e uma inclinação de 7.07666º.
Este asteroide foi descoberto no dia 30 de setembro de 2000 por LINEAR em Socorro.